# فوستوتشنيي (كيروف)
فوستوتشنيي (بالروسية: Восточный) هي مدينة في مقاطعة كيروف أوبلاست في روسيا.